# Casasbuenas
Casasbuenas ist ein Dorf und eine zentralspanische Gemeinde (municipio) mit 193 Einwohnern (Stand: 2024) in der Provinz Toledo in der Autonomen Gemeinschaft Kastilien-La Mancha.

## Lage
Casasbuenas liegt etwa 16 Kilometer südsüdwestlich von Toledo in der historischen Provinz La Mancha in einer Höhe von ca. 680 m. Im Nordosten befindet sich die Talsperre Embalse de Guajaraz.
Das Klima im Winter ist rau, im Sommer dagegen trocken und warm; der Regen (ca. 506 mm/Jahr) fällt überwiegend in den Wintermonaten.

## Bevölkerungsentwicklung
| Jahr      | 1970 | 1981 | 1991 | 2001 | 2011 | 2021 |
| Einwohner | 313  | 306  | 279  | 229  | 206  | 182  |

## Sehenswürdigkeiten

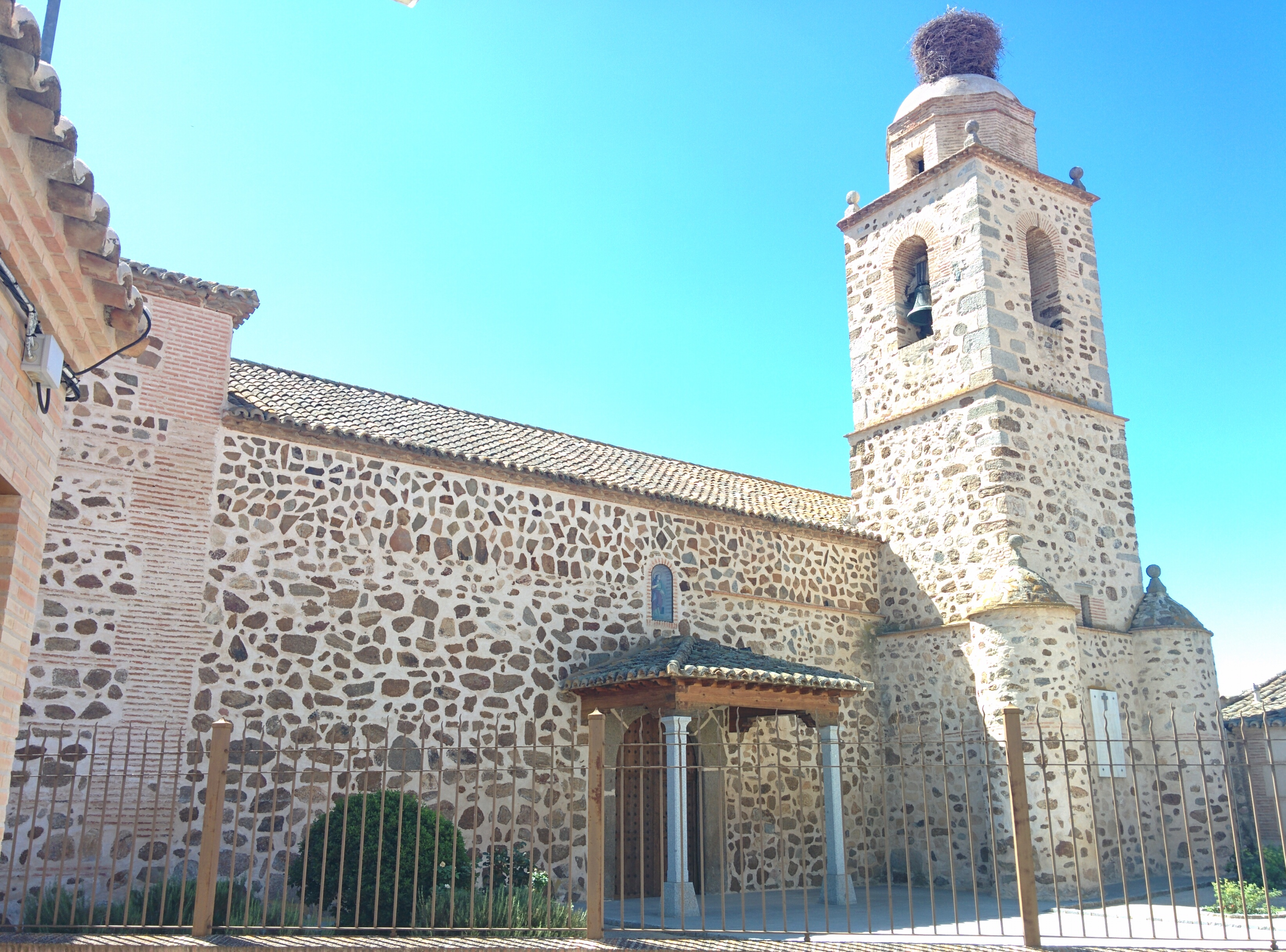
Leokadienkirche
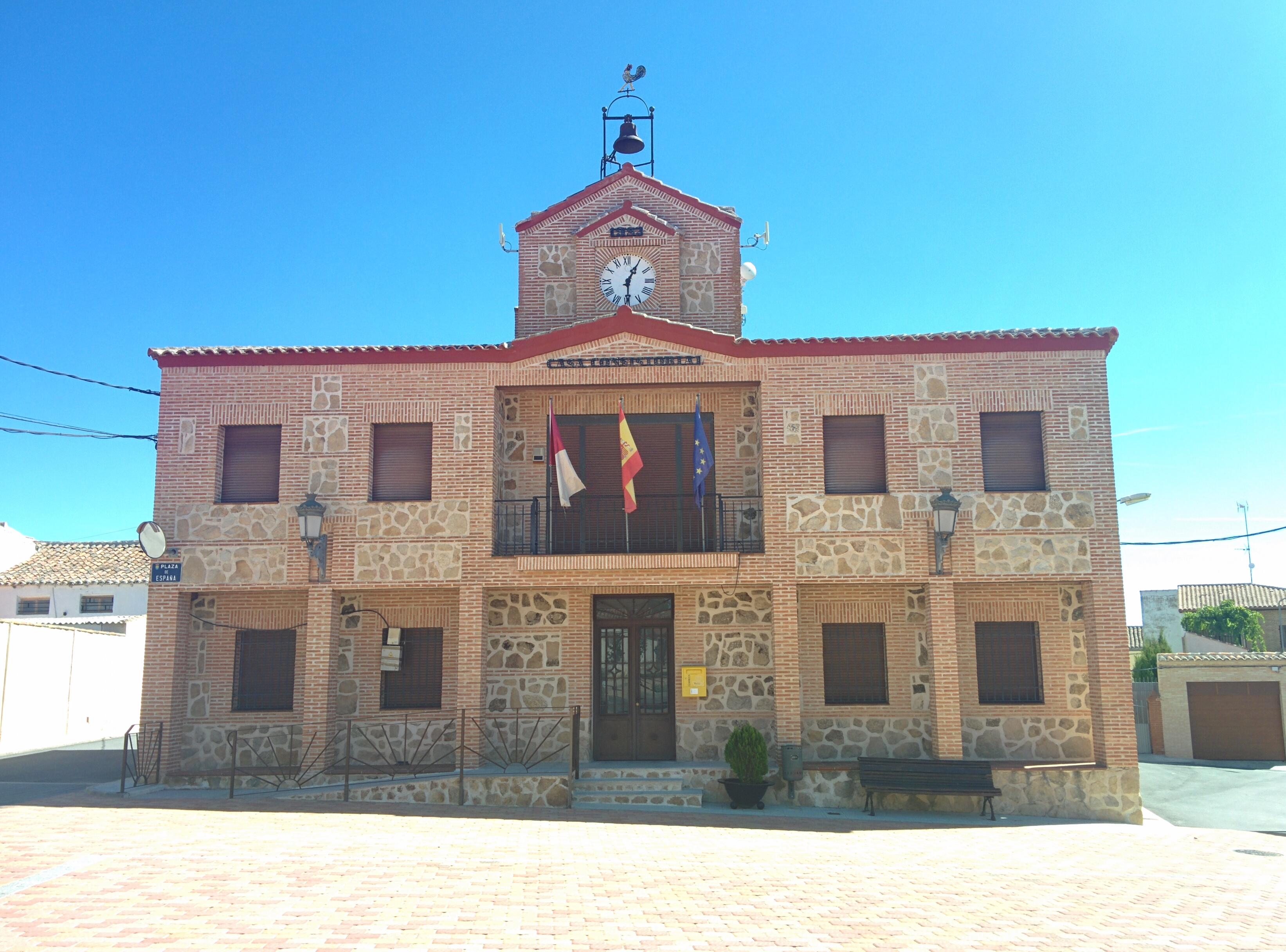
Rathaus

- Leokadienkirche
- Rathaus